# N-Dekan
n-Dekan je brezbarvna tekočina z značilnim vonjem, molekula nerazvejanih alkanov z ogljikovodiki, z empirično formulo C10H22.
Dekan je ena izmed sestavin bencina. Kot ostali alkani, je nepolaren in se tako ne raztopi v polarnih tekočinah kot je voda. Topen pa je v večini organskih topil. Pripona –an je del sistematičnega poimenovanja ogljikovodikov, ki ga je predlagal nemški kemik August Wilhelm von Hofmann nemški kemik (1818–1892): -an za nasičene ogljikovodike, -en in –in za ogljikovodike z eno dvojno oziroma trojno vezjo, -on za ketone, -ol za alkohole in –oksi za etre.

## Fizikalne in kemijske lastnosti
Spojina ima plamenišče pri 46 °C. Eksplozivni razpon je med 0,7 vol% (41 g/m3) kot spodnja meja eksplozivnosti (SME) in 5,4 vol% (320 g/m3) kot zgornja meja eksplozivnosti.
Dekan spada v skupino tipa eksplozije IIA ,  po kriteriju temperature samovžiga, ki jo ima pri 200 °C in se uvršča v t. i. " temperaturni razred " T4.

## Reakcije
Dekan je pri reakcijah gorenja enak ostalim alkanom. Pri prebitku kisika, dekan zgori v vodo in ogljikov dioksid.
2C10H22 + 31O2 → 20CO2 + 22H2O
Ko ni prisotnega dovolj kisika za popolno gorenje, dekan zgori v vodo in ogljikov monoksid.
2C10H22 + 21O2 → 20CO + 22H2O

### Toksikološki podatki
Za oči, kožo in dihalne dražilno, lahko škodljivo ob zaužitju, vdihavanju ali ob stiku s kožo.
Gre za toksično nevarno snov ( v kakršnem koli agregatnem stanju ) z oznako Xn. Ob nepravilni uporabi, ob nesrečah pri ravnanju z dekanom, v stiku s kožo ali očmi, pride do bolečih ran, ki segajo globoko pod vrhnjo plastjo kože v obliki " opeklin" . Če so v nevarnosti oči se pojavi solzenje, bolečina in oteklina.  

## Uporaba
Alkani od nonana (C9H18) do heksadekana (C16H34), kamor spada tudi dekan,  so tekočine z visokimi vrelišči ter večjo viskoznostjo kot bencini in niso primerni za pogon bencinskih motorjev. Uporabljajo se v glavnem kot dizelska in letalska goriva (kerozin). Kakovost dizelskih goriv se meri s cetanskim številom  (cetan je staro ime za heksadekan). Zaradi višjih tališč se njihova viskoznost pri nizkih temperaturah tako poveča, da pozimi v polarnih področjih povzroča težave.